# هوچانتس
هوچانتس (به ارمنی: Հոչանց) یک منطقهٔ مسکونی در جمهوری آرتساخ است که در استان کاشاتاق واقع شده‌است. هوچانتس ۵۶ نفر جمعیت دارد.